# Plebejus vilarrubiai
Plebejus vilarrubiai är en fjärilsart som beskrevs av Ramon Agenjo Cecilia 1965. Plebejus vilarrubiai ingår i släktet Plebejus och familjen juvelvingar. Inga underarter finns listade i Catalogue of Life.